# Csomor Ágnes
Csomor Ágnes (Budapest, 1979. június 13. –)  magyar színésznő.

## Élete és pályafutása
Bicskén nőtt fel. 1998-tól 2001-ig a Gór Nagy Mária Színitanodában tanult.
2001-től 2006-ig volt a Szegedi Nemzeti Színház tagja,
2006-tól 2008-ig a székesfehérvári Vörösmarty Színház vendégművésze volt.
Egy lánya született 2008-ban, Emese.

## Színházi szerepei
A Színházi Adattárban regisztrált bemutatóinak száma: 13.
- Lehár: A víg özvegy (Olga; Praskowia)
- Balázs Ágnes: Andersen, avagy a mesék meséje (musical) (Lina kisasszony)
- Hugh Paul Bigest: Hab (bohózat) (Viki, tizenhat éves, árva)
- Pirandello: Hat szereplő szerzőt keres (A mostohalány)
- Zsolt Béla: Nemzeti drogéria (Boris)
- Collodi: Pinokkió (Pillangó)
- Egressy Zoltán: Reviczky (Ápolónő)
- Shakespeare: Szentivánéji álom (Tündér)
- Shakespeare: Ahogy tetszik
- Andersen–Pozsgai: Hókirálynő (Varjúné; Jácint)
- Peter Shaffer: Equus (Jill Mason)
- Michel Tremblay: Sógornők (Lise Paquette)
- Somló Gábor: Öltöző (Soltész Judit, gyakorlatos)

## Filmszerepek

### Tévésorozat
- Komédiások (Pereszlényi Éva) (2000)
- Zsaruvér és Csigavér I.: A királyné nyakéke (Recepciós Pécselyen) (2001)
- Barátok közt (Erdő Róbertné) (2010) / (Oravecz Nikol) (2014–2015, 2016, 2017)